# Sapadnaja Liza (Fluss)
Die Sapadnaja Liza (russisch Западная Лица) oder „Westliche Liza“ ist ein 101 km langer Fluss in der Oblast Murmansk im äußersten Nordwesten Russlands, am westlichsten Ende der Halbinsel Kola.

## Geografie
Der Fluss entspringt in der Umgebung des Berges Kutschintundra (Кучинтундра, 578 m), durchfließt mehrere Seen und dann in nördlicher Richtung die Tundra. Er mündet schließlich an der Murmanküste in einen Fjord der Barentssee, der nach dem Fluss benannt ist: Guba Sapadnaja Liza (russisch губа Западная Лица). In diesem Fjord befinden sich mehrere Marinebasen der Nordflotte.
Die benachbarte Malaja Liza (Малая Лица) oder „Kleine Liza“ mündet wenige Kilometer östlich in einen Seitenarm des Fjords. Die Flüsse verlaufen östlich von Petschenga und westlich von Murmansk, ihre Mündung befindet sich gegenüber der Fischerhalbinsel.

## Begriffsklärung
Das Adjektiv „Westliche“ (Sapadnaja) unterscheidet den Fluss von einer „Östlichen Liza“ (Wostotschnaja Liza, Восточная Лица), die ebenfalls auf der Halbinsel Kola verläuft und in die Barentssee mündet, jedoch weit östlich von Murmansk.

## Geschichte
Die Sapadnaja und Malaja Liza waren während des Zweiten Weltkriegs von 1941 bis 1944 die vorderste Verteidigungslinie der sowjetischen Truppen vor der strategisch wichtigen Hafenstadt Murmansk. Die Soldaten der deutschen Wehrmacht, die hauptsächlich den Gebirgsjägerdivisionen angehörten, versuchten von Kirkenes aus im Rahmen des Unternehmens Silberfuchs hier nach Murmansk durchzubrechen. Am 7. September 1941 gelang es den Gebirgsjägern, die Liza zu überschreiten und in die feindlichen Stellungen einzudringen.  In der Nacht zum 23. September 1941 fiel der erste Schnee an der Liza-Front. Das Regiment musste wieder hinter die Liza zurückgenommen werden. Bei diesen erbitterten Kämpfen starben auf beiden Seiten tausende Soldaten. Der Roten Armee gelang es, den Durchbruch nach Murmansk zu verhindern.